# Georges-Christian de Hesse-Hombourg
Georges Christian de Hesse-Hombourg (10 décembre 1626 à Homburg – 1er août 1677 à Francfort) est le troisième landgrave de Hesse-Hombourg.

## Famille
Georges Christian est le cinquième enfant du comte Frédéric Ier de Hesse-Hombourg. Après la mort de son père en 1638, les enfants grandissent sous la tutelle de leur mère, Marguerite-Élisabeth de Leiningen-Westerbourg.

## Carrière politique et militaire
En 1648, Georges Christian entre dans l'armée espagnole et y reste jusqu'en 1653, la quittant avec le titre de "Capitaine Général". Pendant ce temps, en 1651, il se convertit au catholicisme. Il est souvent dit qu'une aventure galante peut l'avoir conduit à sa conversion, mais cette prétendue aventure n'est pas documentée dans les sources historiques. Il est possible qu'il espère obtenir l'amélioration des perspectives de carrière dans l'armée espagnole.
Après avoir quitté le service des espagnols, Georges Christian est allé en France, pour chercher fortune dans l'armée française. Après, il est promu Lieutenant-Général en 1656, il essaye de lever un régiment d'infanterie et un autre de Cavalerie, mais sans succès. Il joue un rôle important, lorsqu'il est médiateur et le représentant de la France sous la direction du Cardinal Mazarin dans l'élection impériale de 1658 et les négociations qui conduisent à la formation de l'Alliance Rhénane, également en 1658. 
Vers 1660, Georges Christian séjourne en Saxe. Il n'est pas évident à partir de sources historiques de savoir combien de temps il y est resté. Il est à la cour du duc Guillaume de Saxe-Weimar à Weimar. Il rejoint la Société des fructifiants sous le pseudonyme der Beherzte ("le Brave") et que sa devise "dans un champ ouvert". Il est enregistré comme numéro de membre 755 dans la Société du registre à Köthen.
En septembre 1665, il sert dans les Pays-Bas en tant que commandant de l'armée de Bernhard von Galen, qui est allié avec le roi d'Angleterre. La lutte militaire pour le contrôle de Borculo s'est terminée avec l'intervention de la France et du Brandebourg, au détriment de von Galen.

## "L'année folle" à Hanau
En 1669, il est un acteur majeur dans le "l'année folle" à Hanau, un différend entre le comte Frédéric Casimir de Hanau, qui est également membre de la Société des fructifiants, et ses parents au sujet de la désastreuse situation financière de Hanau causée par les projets mégalomaniaques de Frédéric Casimir, tels que la colonisation en Amérique, la prévision d'une colonie de Hanau sur l'Orénoque le fleuve sur la côte nord de l'Amérique du Sud. Georges Christian est conseiller de Frédéric-Casimir. Dans une tentative pour compenser ce désastre financier, Frédéric-Casimir envisage d'hypothéquer le Comté de Hanau-Lichtenberg au duc de Lorraine et de se convertir au catholicisme, dans l'espoir d'obtenir l'appui de ce côté. Frédéric Casimir vend le district de Rodheim pour 9000 Talers à Georges Christian. Ce dernier tente ensuite d'acheter le district de Dorheim, y compris la mine de sel de Nauheim, qui est très importante pour l'économie de Hanau. Dans une tentative pour écarter les parents de Frédéric Casimir, qui sont opposés à la vente de grandes parties du comté, Georges Christian essaie de devenir régent de Hanau. Après de longues négociations, l'empereur Léopold Ier décide que le comte palatin du Rhin Christian II de Birkenfeld-Bischweiler et sa sœur Anne de Birkenfeld-Bischweiler, les tuteurs des neveux de Frédéric Casimir et ses successeurs sont nommés co-régents de Hanau, avec le droit de veto sur les décisions du comte. Leur position serait pris en charge par l'armée de Hesse-Cassel.

## Landgrave de Hombourg
Aussi en 1669, George Christian achète Hesse-Hombourg de son frère Guillaume-Christophe de Hesse-Hombourg. En 1671, il vend Hesse-Hombourg de ses principaux créanciers, Johann Christian von Boyneburg et le banquier Johann Ochs de Francfort. Ils vendent ensuite Hesse-Hombourg au landgrave Louis VI de Hesse-Darmstadt, en 1673.

## La mort
Georges Christian est décédé le 1er août 1677 à Francfort. Exceptionnellement pour un landgrave de Hesse-Hombourg, il n'est pas enterré dans la crypte au-dessous de l'église du château de Hombourg; au lieu de cela il a une tombe baroque près de l'entrée sud de la crypte en dessous de la Cathédrale de Mayence.

## Mariage
Le 11 octobre 1666 à Hambourg, Georges Christian épouse Anne Catherine de Pogwitsch, la veuve de Frédéric de Ahlefeldt. Le mariage ne semble pas avoir été heureux, parce que, en 1668, il se retrouve à nouveau à Hombourg, tandis que sa femme est restée dans le nord de l'Allemagne.